# Рыльское викариатство
Ры́льское викариа́тство — викариатство Курской епархии, существовавшее в 1906—1935 годы. Названо по городу Рыльску.

## Епископы
- 26 марта 1906 — 22 сентября 1910 — Иоасаф (Романов)
- 9 января 1911 — 15 ноября 1913 — Никодим (Кононов)
- 15 декабря 1913 — август 1917 — Феофан (Гаврилов)
- 22 октября 1917 — 11 июня 1919 — Аполлинарий (Кошевой)
- 27 апреля 1920—1921 — Никон (Пурлевский)
- 15 мая 1921 — 14 октября 1926 — Павлин (Крошечкин)
- 23 апреля 1927 — 1932 — Алексий (Готовцев)
  - 1928 — Александр (Раевский)  в/у, еп. Керченский
- 1932—1933 — Иоанн (Пашин)
- 26 декабря 1933 — 9 февраля 1935 — Стефан (Андриашенко)
- 9 февраля — 21 мая 1935 — Сергий (Куминский)  на епархии не был